# Међузвездана Ела
Међузвездана Ела је компјутерски анимирана дечија серија, продуцирана од стране белгијског Fabrique Fantastique и канадског Apartment 11, која је почела са емитовањем 2022. године на бројним каналима и платформама широм света.

## Радња
Године 3021, у свемирској станици негде између Марса и Јупитера у Млечном путу, осмогодишња Ела Рајдер креће са другарима у авантуре откривања. А пошто су у свемиру, имају доста тога да искусе и још више да истраже! Док су Елине авантуре чиста забава, такође су увек и емотивно испуњене, дозвољавајући јој да открије још мало о себи сваким неочекиваним изазовом - изазови који јој јој помажу да разуме шта је чини јединственом попут њеног имена: Међузвездана Ела.

## Ликови
- Ела Рајдер (глас позајмила Ава Огистен) је знатижељна осмогодишњакиња и Слипијева и Мадуова другарица.
- Слипи (глас позајмио Џек Молој-Леголт) је Елин друг
- Маду (глас позајмила Елеанор Нобл) је Елин друг
- Меги (глас позајмила Фелисија Шулман) је Елина саветница
- Мама (глас позајмила Лусинда Дејвис) је Елина и Тилина мајка
- Тата (глас позајмио Арун Варма) је Елин и Тилин отац
- Тили (глас позајмила Леа Брејди) је Елина мала сестра
- Џем (глас позајмио Рајан Хил) је Ај-Лова сестра
- Ај-Ло (глас позајмио Рајан Хил) је Џемин брат

## Улоге
| Улога      | Оригинални глас  | Српски глас        |
| ---------- | ---------------- | ------------------ |
| Ела Рајдер | Ава Огистен      | Ирина Арсенијевић  |
| Слипи      | Џек Молој-Леголт | Милан Тубић        |
| Маду       | Елеанор Нобл     | Снежана Нешковић   |
| Меги       | Фелисија Шулман  | Марија Стокић      |
| Мама       | Лусинда Дејвис   | Маријана Живановић |
| Тата       | Арун Варма       | Лако Николић       |
| Тили       | Леа Брејди       | Ивана Тењовић      |
| Џем        | Рајан Хил        | Ђурђина Радић      |
| Ај-Ло      | Рајан Хил        | Никола Тодоровић   |
| Прија      | Лејла Туј-Сок    |                    |
| Анџели     | Грејс Штерн      |                    |